# Rheinstadion
O Rheinstadion foi um estádio de Düsseldorf, na Alemanha. 
Construído em 1926, chegou a abrigar 55.900 espectadores no final de sua existência. Ali jogavam o Fortuna Düsseldorf e o time de futebol americano Rhein Fire.
Reformado para abrigar cinco jogos da Copa do Mundo FIFA de 1974.

## Partidas
| Data      | 1ª equipe          | Placar | 2ª equipe  | Fase    |
| --------- | ------------------ | ------ | ---------- | ------- |
| 14/6/1974 | Suécia             | 0–0    | Bulgária   | Grupo C |
| 22/6/1974 | Suécia             | 3–0    | Uruguai    | Grupo C |
| 25/6/1974 | Alemanha Ocidental | 2–0    | Iugoslávia | 2a.fase |
| 29/6/1974 | Alemanha Ocidental | 4–2    | Suécia     | 2a.fase |
| 2/7/1974  | Suécia             | 2–1    | Iugoslávia | 2a.fase |

Foi palco da final da Recopa Europeia de 1981 entre FC Dínamo Tbilisi e Carl Zeiss Jena. Também foi sede da Euro 1988. Demolido em 2002 para ser construído no mesmo lugar o Esprit Arena.